# Folkrörelsen Nej till EU
Folkrörelsen Nej till EU (ofta bara Nej till EU) är en svensk kampanjorganisation som bildades 1991 för att förhindra ett svenskt medlemskap i EU. Sedan Sverige gick med i EU har rörelsen kampanjat i EU-frågor, särskilt vid folkomröstningen om införande av euron 2003.

## Folkomröstningen 1994
Organisationen grundades 1991 som Folkrörelsen Nej till EG. Organisationen var som mest aktiv inför folkomröstningen om EU-medlemskap i Sverige den 13 november 1994. Inför denna bedrev Nej till EU en omfattande kampanj för att få en majoritet att rösta nej till ett EU-medlemskap, och man var en av de drivande organisationerna i uppbyggnaden av nej-sidans paraplyorganisation Folkrörelsen mot EU. Ett antal organisationer gav ekonomiskt stöd till Nej till EU.
Efter att det svenska folket röstat ja till ett EU-medlemskap i folkomröstningen övergick Nej till EU till att arbeta för ett svenskt utträde ur EU. Till skillnad från den danska systerorganisationen Folkebevægelsen mod EU valde man dock på kongressen 1995 att inte ställa upp med en egen lista i EU-parlamentsvalet. Istället har man engagerat sig i EU-parlamentsvalens valrörelser med så kallade upplysningskampanjer. Detta är en praktisk kompromisslinje som man kunnat samlas kring då medlemskåren internt varit oenig. Några medlemmar har ansett att den rimliga linjen för EU-motståndare är att aktivt bojkotta EU-parlamentsvalen, andra har uppmanat människor till att rösta på EU-motståndarkandidater, och några av organisationens ledande medlemmar har själva blivit invalda i EU-parlamentet. Det gäller bland andra Hans Lindqvist (C), Jonas Sjöstedt (V) och Eva-Britt Svensson (V).
Organisationen hade ungefär 12 000 medlemmar vid tiden för folkomröstningen och även om en demobilisering skedde strax därefter var man fortfarande mycket aktiv under de följande åren på 1990-talet. Bland annat ledde man den namninsamling som fick in mer än 500 000 namn för en ny folkomröstning.[källa behövs] Intern oenighet efter kongressen 1997 ledde dock till en minskning av antalet medlemmar. Sommaren 2009 hade organisationen ungefär 2 000 medlemmar.

## Efter folkomröstningen
Under det sena 1990-talet lade organisationen ner en mycket stor del av sitt arbete på opinionsbildning mot EMU, och drev på för att Sverige skulle hålla en folkomröstning i frågan. Organisationen spelade även en viktig roll i kampanjen inför folkomröstningen om euron 2003, och på lokal nivå var man ofta en av de ledande krafterna på Nej-sidan. 
Mellan folkomröstningarna engagerade sig Nej till EU i kampanjer mot Amsterdamfördraget, Nicefördraget och EU-konstitutionen som är fördragsändringar som man anser innebära omfattande maktöverföringar till EU. Organisationen har också drivit kampanjer mot tjänstedirektivet, för svensk alliansfrihet och mot EU:s flyktingpolitik (som man tycker är för restriktiv).
Organisationens ordförande 2009 var Jan-Erik Gustafsson. 2018 valdes Per Hernmar till ordförande. Organisationen ger ut tidningen Kritiska EU-fakta, som för svensk EU-debatt från ett kritiskt perspektiv.